# Massa del Turlo
O Massa del Turlo e uma montanha dos Alpes Peninos. Situa-se na Itália entre a província de Vercelli e de Verbano Cusio Ossola; é una de mais altas dos Alpes Cusiane.

## Classificação SOIUSA
De acordo com a classificação alpina SOIUSA (International Standardized Mountain Subdivision of the Alps) esta montanha é classificada como:
- grande parte = Alpes Ocidentais
- grande setor = Alpes Ocidentais-Norte
- secção = Alpes Peninos
- subsecção = Alpes de Biella e Cusiane
- supergrupo = Alpes de Cusiane
- grupo = espinhaço Capio-Massa del Turlo
- código = I/B-9.IV-B.3

## Imagens

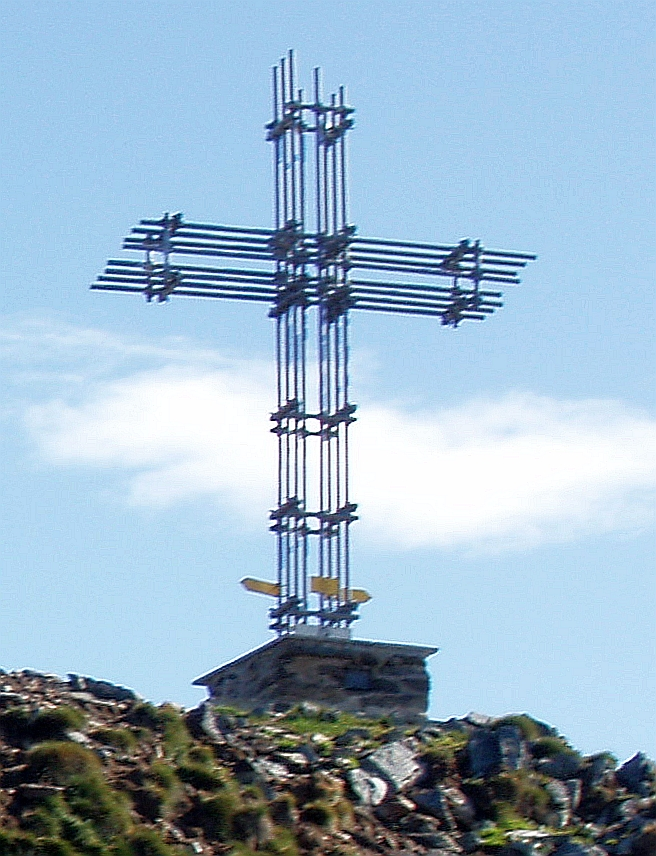
A cruz no cimo da montanha